# Gawęda szlachecka
Variedade de prosa não fabular característica da literatura do romantismo polonês, derivada dos contos (em polonês, gawęda) que se desenvolveram em sua máxima expressão na primeira metade do séc XIX. A gawęda szlachecka consistiu em um esboço dos costumes da nobreza da época, a szlachta, combinado à figura do narrador, representante típico dessa classe. Os contos tinham composição livre, continham várias digressões, podiam não respeitar a ordem cronológica de eventos e eram caracterizados pela presença de elementos típicos da linguagem coloquial. Apresentava os eventos e personagens da época – Polônia entre a metade do séc. XVII e o início do séc. XIX. Falava sobre os personalidades conhecidas daquela época, como Karol Stanisław Radziwiłł, o "senhor amante", e Mikołaj Potocki, ou elementos típicos do cotidiano da nobreza, como por exemplo a dieta, a educação nobre, disputas entre vizinhos, o serviço militar.
Os acontecimentos eram iluminados com perspectivas psicológicas do narrador, geralmente caracterizado pelo apego à tradição e ao ethos da nobreza, visões conservadores e refutam o novo e desconhecido. Os personagens são construídos a partir da visão do narrador, que procura criar a impressão de que a história passa de geração a geração e cuja simpatia é destaque frente ao ambiente descrito.

## História
Surgido no fim do século XVII, acompanhando o desenvolvimento da classe conhecida como szlachta, tornou-se particularmente popular após a publicação de "Memórias de Soplica" (Pamiątki Soplicy), de Henryk Rzewuski e alcançou seu auge no século XIX, com autores como Ignacy Chodźko e Konstanty Gaszyński. Seu desenvolvimento esteve associado à busca de uma tradição literária nacional e desempenhou importante papel no desenvolvimento do romance histórico polonês. Com o tempo, em cerca de 1870, essa popularidade provocou a degradação do estilo e seus elementos começaram a penetrar em outros gêneros, como a corrente literária conhecida como neossarmatismo. No século XX, aparecem inúmeras referências ao estilo, como nos trabalhos de Ksawer Pruszyński, Melchior Wańkowicz e Witold Gombrowicz.

## Autores da gawęda szlachecka
- Kajetan Suffczyński
- Konstanty Gaszyński
- Stanisław Chołoniewski
- Adam Amilkar Kosiński
- Henryk Rzewuski
- Ignacy Chodźko
- Zygmunt Kaczkowski
- Karol Brzozowski